# رویان (ترانه)
رویان (به انگلیسی: Embryo) ترانه‌ای از گروه موسیقی پینک فلوید است.

## درباره
این ترانه جزو اجراهای ۱۹۷۰-۷۱ گروه بود،اما هیچ‌گاه نسخه‌ای بلند و کامل از آن در یک آلبوم استودیویی از پینک فلوید قرار نگرفت،گرچه نسخه‌ای کوتاه از آن در آلبوم گردآوری‌شده کار و بار (۱۹۸۳) و یک آلبوم با حضور چند هنرمند مختلف با نام پیک‌نیک - نفسی از هوای تازه قرار دارد.
ویرایش استودیویی این آهنگ در سال ۱۹۶۸ ضبط شده، که یک قطعهٔ آرام است و به همراه نواختن گیتار آکوستیک دیوید گیلمور به خواندن می‌پردازد و مدت آن نیز زیر ۵ دقیقه است.
اولین اجراهای زندهٔ آهنگ به ۱۸ ژانویه ۱۹۷۰ برمی‌گردد و نسبت به نسخهٔ استودیویی خیلی بلندتر (بیش از دوازده دقیقه) است.اجراهای زنده از لحاظ تنظیم شباهت زیادی به اصل خود دارد و گیلمور علاوه بر گیتار آکوستیک،گیتار الکتریک نیز می‌نوازد،در کنار نواختن گیلمور،ریجارد رایت نیز نواختن ارگ و پیانو را عهده‌دار است.
آخرین بار این آهنگ در ۲۰ نوامبر ۱۹۷۱ در تور آمریکای شمالی اجرا شد.